# Harry Radford
Charles Harry Radford, dit Harry Radford (né le 28 juillet 2005) est un coureur cycliste britannique, spécialiste des épreuves de vitesse sur piste.

## Biographie
Harry Radford est originaire de Bury, dans le Grand Manchester. Il commence le cyclisme à l'âge de neuf ans et progresse jusqu'à intégrer l'équipe britannique de cyclisme sur piste. Il rejoint l'académie junior en 2022 et le programme pour les élites en 2023,,. 
En 2024, il décroche la médaille d'argent de la vitesse par équipes aux championnats d'Europe espoirs (moins de 23 ans) de Cottbus. En février 2025, pour ses débuts chez les élites à 19 ans, il est médaillé de bronze de la vitesse par équipes aux championnats d'Europe de Heusden-Zolder, aux côtés de Harry Ledingham-Horn et Hayden Norris,.

## Palmarès sur piste

### Coupe des nations
- 2025
  - 1er de la vitesse par équipes à Konya (avec Harry Ledingham-Horn et Matthew Richardson)

### Championnats d'Europe
| Épreuve / Édition      | Vitesse par équipes |
| Cottbus 2024 (espoirs) | Argent              |
| Heusden-Zolder 2025    | Bronze              |

### Championnats de Grande-Bretagne
- 2024
  - 2e de la vitesse par équipes